# Inverness (Florida)
Inverness è una città degli Stati Uniti d'America situata in Florida, nella Contea di Citrus, della quale è anche il capoluogo.